# Una (pleme)
Una je papuansko planinsko pleme v gorovju Maoke na Novi Gvineji v višinah okoli 2.000 m. Pleme so odkrili v drugi polovici 20. stoletja. Pleme šteje okoli 3.500 pripadnikov, ki živijo v približno 40 vaseh ob rekah Ey, Sayn, Mo, Yamiyl, Kiynok, Ira, Mina, Be in Yay v indonezijski provinci Irian Yaya. Preživljajo se z lovom in ribolovom ter obdelovanjem terasastih polj na obronkih planin. Jezikovno pripadajo transnovogvinejski družini jezikov.

## Vasi
Pleme Una živi v vaseh Alimson, Aliyi, Atimwa, Bebekle, Bebleduba, Bobkiyriyk, Bomela, Bonkok, Bontamur, Dirik, Diyngbaliyk, Dorkongda, Kabkab, Kinyalingda, Kitikne, Kiykmay, Kiykmol, Kiynol/Kerabuk, Kwilamduba, Laji, Langda, Lukun, Nimdeler, Omseng, Sumbatala, Sumtamon, Tabasiyk, Timbeyidam, Titirwa, Tongong, Wasumuji, Yabiamlu, Yaimabiy, Yalar, Yubwa, Yuwandalut.

## Jezik
Una jezik spada v družino transnovogvinejskih jezikov in ima štiri dialekte:
- Dialekt osrednjega dela doline reke Ey (Central Ey River Valley Dialect)
- Dialekt severnega dela doline reke Ey (Northern Ey River Valley Dialect)
- Dialekt doline reke Sayn (Sayn River Valley Dialect)
- Vzhodni Una dialekt (Eastern Una Dialect)